# Комп'ютерна безпека
Комп'ютерна безпека — це сукупність методів захисту у галузі телекомунікацій та інформатики, пов'язаних з оцінкою і контролюванням ризиків, що виникають при користуванні комп'ютерами та комп'ютерними мережами і їх впровадження із точки зору конфіденційності, цілісності і доступності.

## Визначення
Закон України «Про основні засади забезпечення кібербезпеки України» дає таке визначення: «Кібербезпека — захищеність життєво важливих інтересів людини і громадянина, суспільства та держави під час використання кіберпростору, за якої забезпечуються сталий розвиток інформаційного суспільства та цифрового комунікативного середовища, своєчасне виявлення, запобігання і нейтралізація реальних і потенційних загроз національній безпеці України у кіберпросторі».
Створення безпечних комп'ютерних систем і додатків є метою діяльності мережевих інженерів і програмістів, а також предметом теоретичного дослідження як у галузі телекомунікацій та інформатики, так і економіки. У зв'язку із складністю і трудомісткістю більшості процесів і методів захисту цифрового обладнання, інформації та комп'ютерних систем від ненавмисного чи несанкціонованого доступу вразливості комп'ютерних систем становлять значну проблему для їхніх користувачів.
Кібербезпека — це безпека ІТ систем (обладнання та програм). Кібербезпека є частиною інформаційної безпеки будь-якої організації.
Кібербезпека важлива, оскільки урядові, військові, корпоративні, фінансові та медичні організації збирають, обробляють та зберігають безпрецедентні обсяги даних на комп'ютерах та інших пристроях[джерело?]. Значна частина цих даних може бути конфіденційною інформацією, будь то інтелектуальна власність, фінансові дані, особиста інформація або інші типи даних, для яких несанкціонований доступ або викриття можуть мати негативні наслідки. Організації передають конфіденційні дані через мережі та на інші пристрої в процесі ведення бізнесу. Компаніям та організаціям, особливо тим, яким доручається захищати інформацію, що стосується національної безпеки, охорони здоров'я чи фінансової документації, потрібно вживати заходів для захисту своєї конфіденційної інформації про бізнес та персонал. Вже в березні 2013 року представники розвідки країни застерегли, що кібератаки та цифрове шпигунство є головною загрозою національній безпеці, перевершуючи навіть тероризм[джерело?].

## Управління інцидентами комп'ютерної безпеки
Згідно із загальноприйнятим визначенням, безпечна комп'ютерна інформаційна система — це ідеальна система, яка коректно і у повному обсязі реалізує ті і лише ті цілі, що відповідають намірам її власника.
На практиці побудувати складну систему, що задовольняє цьому принципові, неможливо, і не лише з огляду на ймовірність виникнення несправностей і помилок, але й через складність визначення і формулювання часто-густо суперечливих очікувань проєктувальника системи, програміста, законного власника системи, власника даних, що обробляються, та кінцевого користувача. Навіть після їхнього визначення у багатьох випадках важко або й неможливо з'ясувати, чи функціонує програма у відповідності із сформульованими вимогами. У зв'язку з цим забезпечення безпеки зводиться найчастіше до управління ризиком: визначення потенційних загроз, оцінка ймовірності їхнього настання та оцінка потенційної шкоди, із наступним ужиттям запобіжних заходів в обсязі, що враховує технічні можливості й економічні обставини.
Кіберстійкість — це здатність організації адаптуватися до збоїв, викликаних кіберінцидентами, зберігаючи безперервність бізнес-операцій

### Кіберінцидент
Інцидент кібербезпеки (скорочено кіберінцидент) — подія або ряд несприятливих подій ненавмисного характеру (природного, технічного, технологічного, помилкового, у тому числі внаслідок дії людського фактора) та/або таких, що мають ознаки можливої (потенційної) кібератаки, які становлять загрозу безпеці систем електронних комунікацій, систем управління технологічними процесами, створюють імовірність порушення штатного режиму функціонування таких систем (у тому числі зриву та/або блокування роботи системи, та/або несанкціонованого управління її ресурсами), ставлять під загрозу безпеку (захищеність) електронних інформаційних ресурсів. Глосарій Національного інституту стандартів і технологій США перелічує різні визначення інциденту від аномальної події, до події що становить небезпеку.

## Кібербезпека у світі
Forbes у червні 2025 року публікує статтю про найбільший витік даних за всю історію, в результаті якого було викрадено майже 16 мільярдів облікових даних, включаючи паролі.

## Кібербезпека в Україні

### Система кібербезпеки України
Систему кібербезпеки України формують:
- Академічна кібербезпека (ВНЗ, дослідницькі інститути і т. д.);
- Державна кібербезпека (законодавча база, Держспецзв'язку(CERT-UA), кіберполіція, СБУ, Міністрество оборони, Розвідувальні органи, НБУ[10].);
- Комерційна кібербезпека (вендори, програмні та апаратні рішення, методики та методи, досвід, технології і т. д.).
- Некомерційні волонтерські та громадські організації (ІнформНапалм,[11] Український кіберальянс[12])

Кіберполіція й інші правоохоронні органи здійснюють розслідування, тоді як Урядова команда реагування на кіберінциденти (CERT-UA), Ситуаційний центр забезпечення кібербезпеки при СБУ (MISP-UA) та Національний координаційний центр кібербезпеки (НКЦК) при РНБО мають нейтралізувати загрозу в її активній фазі. Навіть приватні підприємства можуть звертатися до CERT-UA за оперативною підтримкою. Держателі державних інформаційних ресурсів також інформують про інциденти Державну службу спеціального зв'язку та захисту інформації (ДССЗЗІ).
Попри все, рівень захищеності кіберпростору України залишається незадовільним. На думку експертів, українські системи залишаються вразливими до хакерських атак. Цьому сприяє недостатня компетентність спеціалістів, що працюють на державній службі. Зі сторони бізнесу причина вразливості полягає в необізнаності та неусвідомленості загрози. В Україні наразі не існує централізованого управління силами реагування на кіберзлочини.
Ця спеціальність є новою в Україні і на даний момент її викладають всього в декількох передових ВНЗ нашої країни.

### Правове регулювання
16 березня 2016 року Президент України Петро Порошенко підписав Указ, яким увів в дію рішення Ради національної безпеки і оборони України від 27 січня «Про Стратегію кібербезпеки України». У концепції зазначається: «Економічна, науково-технічна, інформаційна сфера, сфера державного управління, оборонно-промисловий і транспортний комплекси, інфраструктура електронних комунікацій, сектор безпеки і оборони України стають все більш уразливими для розвідувально-підривної діяльності іноземних спецслужб у кіберпросторі. Цьому сприяє широка, подекуди домінуюча, присутність в інформаційній інфраструктурі України організацій, груп, осіб, які прямо чи опосередковано пов'язані з Російською Федерацією».
Для реалізації державної політики щодо захисту в кіберпросторі державних інформаційних ресурсів та інформації прийнятий Закон від 05.10.2017 року № 2163-VIII «Про основні засади забезпечення кібербезпеки України» (далі — Закон № 2163, вступив силу з 09.05.2018 року). Цей Закон став основою розвитку державної системи захисту від мережевих погроз.
21 грудня 2024 року Кабінет Міністрів України затвердив зміни до «Положення про організаційно-технічну модель (ОТМ) кіберзахисту». Передбачається впровадження єдиного підходу до забезпечення кіберзахисту інформаційно-комунікаційних систем державних органів та об'єктів критичної інфраструктури, що ґрунтується на положеннях Cybersecurity Framework 2.0 від NIST (Національного інституту стандартів та технологій США).
17 квітня 2025 року Президент України Володимир Зеленський підписав закон № 11290 «Про внесення змін до деяких законів України щодо захисту інформації та кіберзахисту державних інформаційних ресурсів, об’єктів критичної інформаційної інфраструктури». Він передбачає створення єдиної системи реагування на кібератаки. А ще — запровадження посад, відповідальних за кібербезпеку в органах влади та критичній інфраструктурі.

### Російсько-українська інформаційна війна
Під час російсько-української війни, що розпочалась з анексії Криму в 2014 році, інформаційно-обчислювальні системи України ставали об'єктами атак з боку Росії. Так, наприклад, 23 грудня 2015 року російським зловмисникам вдалось успішно атакувати комп'ютерні системи управління в диспетчерській «Прикарпаттяобленерго» та вимкнули близько 30 підстанцій, залишивши близько 230 тисяч мешканців без світла протягом однієї-шести годин. Ця атака стала першою у світі підтвердженою атакою, спрямованою на виведення з ладу енергосистеми.
Найбільшою за останні роки є атака на підприємства України вірусу Petya у 2017 році, внаслідок якої було зупинено роботу 1/3 українських банків, більш ніж 100 великих підприємств і організацій були вимушені призупинити свою роботу. Країни-члени організації розвідувального альянсу FVEY, покладають відповідальність за цю атаку на Росію.
31 серпня 2023 року, Національний центр кібербезпеки Сполученого Королівства Великої Британії та Північної Ірландії (NCSC) спільно з міжнародними партнерами опублікував результати розслідування зламу мобільних Android-пристроїв, які використовують українські військові. Шкідливе ПЗ під назвою Infamous Chisel, використовувало російське кіберугруповання Sandworm.